# Collegio uninominale Piemonte 2 - 05 (2020)
Il collegio elettorale uninominale Piemonte 2 - 05 è un collegio elettorale uninominale della Repubblica Italiana per l'elezione della Camera dei deputati.

## Territorio
Come previsto dalla legge n. 51 del 27 maggio 2019, il collegio è stato definito tramite decreto legislativo all'interno della circoscrizione Piemonte 2.
È formato dal territorio di 169 comuni della provincia di Cuneo: Acceglio, Aisone, Alto, Argentera, Bagnasco, Bagnolo Piemonte, Barge, Bastia Mondovì, Battifollo, Beinette, Bellino, Belvedere Langhe, Bene Vagienna, Bernezzo, Borgo San Dalmazzo, Boves, Briaglia, Briga Alta, Brondello, Brossasco, Busca, Canosio, Caprauna, Caraglio, Caramagna Piemonte, Cardè, Carrù, Cartignano, Casalgrasso, Casteldelfino, Castelletto Stura, Castellino Tanaro, Castelmagno, Castelnuovo di Ceva, Cavallerleone, Cavallermaggiore, Celle di Macra, Centallo, Cervasca, Cervere, Ceva, Chiusa di Pesio, Cigliè, Cissone, Clavesana, Costigliole Saluzzo, Crissolo, Cuneo, Demonte, Dogliani, Dronero, Elva, Entracque, Envie, Farigliano, Faule, Fossano, Frabosa Soprana, Frabosa Sottana, Frassino, Gaiola, Gambasca, Garessio, Genola, Igliano, Isasca, Lagnasco, Lequio Tanaro, Lesegno, Limone Piemonte, Lisio, Macra, Magliano Alpi, Manta, Marene, Margarita, Marmora, Marsaglia, Martiniana Po, Melle, Moiola, Mombarcaro, Mombasiglio, Monastero di Vasco, Monasterolo Casotto, Monasterolo di Savigliano, Monchiero, Mondovì, Montaldo di Mondovì, Montanera, Montemale di Cuneo, Monterosso Grana, Montezemolo, Moretta, Morozzo, Murazzano, Murello, Niella Tanaro, Nucetto, Oncino, Ormea, Ostana, Paesana, Pagno, Pamparato, Paroldo, Perlo, Peveragno, Pianfei, Piasco, Pietraporzio, Piozzo, Polonghera, Pontechianale, Pradleves, Prazzo, Priero, Priola, Racconigi, Revello, Rifreddo, Rittana, Roaschia, Roascio, Robilante, Roburent, Rocca Cigliè, Rocca de' Baldi, Roccabruna, Roccaforte Mondovì, Roccasparvera, Roccavione, Rossana, Ruffia, Sale delle Langhe, Sale San Giovanni, Salmour, Saluzzo, Sambuco, Sampeyre, San Damiano Macra, San Michele Mondovì, Sanfront, Sant'Albano Stura, Savigliano, Scagnello, Scarnafigi, Somano, Stroppo, Tarantasca, Torre Mondovì, Torre San Giorgio, Torresina, Trinità, Valdieri, Valgrana, Valloriate, Venasca, Vernante, Verzuolo, Vicoforte, Vignolo, Villafalletto, Villanova Mondovì, Villanova Solaro, Villar San Costanzo, Vinadio, Viola e Vottignasco.
Il collegio è parte del collegio plurinominale Piemonte 2 - 02.

## Eletti
| Elezione | Elezione | Deputato        | Partito           |
| -------- | -------- | --------------- | ----------------- |
|          | 2022     | Monica Ciaburro | Fratelli d'Italia |

## Dati elettorali

### XIX legislatura
Come previsto dalla legge elettorale, 147 deputati sono eletti con sistema a maggioranza relativa in altrettanti collegi uninominali a turno unico.
| Candidati                           | Candidati                 | Voti    | %     | Liste                          | Voti    | %     |
| ----------------------------------- | ------------------------- | ------- | ----- | ------------------------------ | ------- | ----- |
|                                     | Monica Ciaburro ✔️ Eletto | 108 479 | 53,39 | Fratelli d'Italia              | 63 988  | 31,49 |
| Lega per Salvini Premier            | Monica Ciaburro ✔️ Eletto | 108 479 | 53,39 | 25 683                         | 12,64   |       |
| Forza Italia                        | Monica Ciaburro ✔️ Eletto | 108 479 | 53,39 | 17 739                         | 8,73    |       |
| Noi moderati                        | Monica Ciaburro ✔️ Eletto | 108 479 | 53,39 | 1 069                          | 0,53    |       |
|                                     | Luca Pione                | 50 712  | 24,96 | Partito Democratico-IDP        | 34 856  | 17,15 |
| +Europa                             | Luca Pione                | 50 712  | 24,96 | 8 597                          | 4,23    |       |
| Alleanza Verdi e Sinistra           | Luca Pione                | 50 712  | 24,96 | 6 284                          | 3,09    |       |
| Impegno Civico - Centro Democratico | Luca Pione                | 50 712  | 24,96 | 975                            | 0,48    |       |
|                                     | Enrico Costa              | 19 940  | 9,81  | Azione - Italia Viva - Calenda | 19 940  | 9,81  |
|                                     | Rosina Serratore          | 13 119  | 6,46  | Movimento 5 Stelle             | 13 119  | 6,46  |
|                                     | Paolo Radosta             | 5 099   | 2,51  | Italexit                       | 5 099   | 2,51  |
|                                     | Federico Musso            | 3 185   | 1,57  | Italia Sovrana e Popolare      | 3 185   | 1,57  |
|                                     | Nello Fierro              | 2 655   | 1,31  | Unione Popolare                | 2 655   | 1,31  |
| Totale                              | Totale                    | 203 189 | 100   |                                | 203 189 | 100   |
|                                     |                           |         |       |                                |         |       |
| Schede bianche                      | Schede bianche            | 3 615   | 1,68  |                                |         |       |
| Schede nulle                        | Schede nulle              | 8 513   | 3,95  |                                |         |       |
| Votanti                             | Votanti                   | 215 317 | 69,02 |                                |         |       |
| Elettori                            | Elettori                  | 311 975 |       |                                |         |       |